# Габриэль (фильм, 2013)
«Габриэль» (фр. Gabrielle) — канадский (квебекский) фильм режиссёра Луиз Аршамбо, выпущенный в 2013 году. Фильм является шестикратным номинантом премии «Джини».
Исполнительница главной роли Габриэль Марион-Ривар действительно является носителем синдрома Вильямса.
Помещения индийской школы были сняты в Jeunes musiciens du monde (школа молодых музыкантов мира), находящейся в индийском штате Карнатака.

## Сюжет
Участники хора «Les Muses de Montréal» являются носителями синдрома Вильямса — генетического заболевания, страдающие которым обладают специфической внешностью и характеризуются общей задержкой умственного развития при развитости некоторых областей интеллекта. Среди них Габриэль Дероше, которая влюблена в своего коллегу Мартина Буске. Однако их родители против таких отношений. В итоге молодые люди должны будут доказать обществу, что, несмотря на болезнь, они тоже имеют право на любовь.

## В ролях
| Актёр                 | Роль                     |
| --------------------- | ------------------------ |
| Габриэль Марион-Ривар | Габриэль Дероше          |
| Александр Ландри      | Мартин Буске             |
| Мелисса Дезормо-Полен | Софи                     |
| Бенуа Гуэн            | Лорен                    |
| Изабель Винсент       | мать Габриэль            |
| Мари Жиньяк           | мать Мартина             |
| Винсан-Гийом Отис     | Реми                     |
| Робер Шарльбуа        | камео-роль               |
| Грегори Шарль         | камео-роль               |
| Сохил Сайад           | Сао                      |
| Кришна Сутар          | индийский учитель музыки |

## Саундтрек
| Название песни                   | Исполнитель                                          | Автор (композитор)                                   |
| -------------------------------- | ---------------------------------------------------- | ---------------------------------------------------- |
| «Le chant du désert»             | Les Muses                                            | Элен-Элиз Блэ                                        |
| «Pendant que les champs brûlent» | Les Muses                                            | Даниэль Шеневе и Мюриэль Морено                      |
| «Trio en si bémol majeur»        | Мелани Вожуа, Лигия Пакуи и Анни Гадбуа              | Франц Шуберт                                         |
| «Menuetto allegretto»            | Мелани Вожуа, Лигия Пакуи и Анни Гадбуа              | Франц Шуберт                                         |
| «Rondo allegretto»               | Мелани Вожуа, Лигия Пакуи и Анни Гадбуа              | Франц Шуберт                                         |
| «J’aime ca»                      | The handclaps                                        | Лорен Мюллер, Юго Клермон и Даниэль Сонье            |
| «H-H-Highschool (remix)»         | Hexes and Oh's                                       | Эдмунд Лам                                           |
| «Love alive»                     | Адриана                                              | Жами Апплеби, Жасси Лабель и Алисса Реид             |
| «Hey Hey louta»                  | Женевьев Морин-Дюпон и Филипп Давид                  | Жиль Браун и Жорж Трамбле                            |
| «Voilà»                          | Александр Ландри                                     | Жан Лелу                                             |
| «De ciel»                        | Humans                                               | Питер Рик и Робби Слэйд                              |
| «New model»                      | Боб Брэдли, Мэтт Санчес, Стив Даймонд и Сара Вассалл | Боб Брэдли, Мэтт Санчес, Стив Даймонд и Сара Вассалл |
| «Ordinaire»                      | Les Muses и Робер Шарльбуа                           | Пьер Наду, Робер Шарльбуа и Клодин Монфетт           |
| «The passenger»                  | Мари-Пьер Артур                                      | Дени Гардинер                                        |
| «Nanna desh, Nanna jana»         | Jeunes musiciens du monde (Inde)                     | Чаннавира Канави, Пандит Васант Канкапур             |
| «Kuzulu»                         | L’Ensemble Vocal Épiphanie                           |                                                      |
| «Lindberg»                       | Les Muses и Робер Шарльбуа                           | Клод Пелокуи и Робер Шарльбуа                        |

## Прием

### Критический прием
В Канаде Лиам Лейси из The Globe and Mail дал фильму три звезды, назвав его «великодушной драмой», хотя и лишенной тонкости. Марк-Андре Люсье из газеты La Presse назвал фильм реальным и ярким.  Питер Хауэлл из Торонто стар дал фильму три звезды, написав: «Габриель напоминает нам через любовь и музыку, что восприятие - это не реальность, и что предубеждение - это отношение, а не истина».
Стивен Холден из газеты The New York Times дал фильму положительную рецензию сказав, что Марион-Ривар спасла фильм от снисхождение. Джей Вайсберг из Variety, назвал фильм «воодушевляющим» и сказал, что он особенно хорош тем, что касается секса и людей с ограниченными возможностями.

## Награды и номинации[8]
- 2014 — номинация на премию «Джини» за лучший фильм
- 2014 — номинация на премию «Джини» за лучшую женскую роль (Габриэль Марион-Ривар)
- 2013 — номинация на премию «Джини» за лучшую мужскую роль (Александр Ландри)
- 2013 — номинация на премию «Джини» за лучший монтаж (Ришар Комю)
- 2013 — номинация на премию «Джини» за лучший звук (Бернар Гарипи Штробль и Пьер Бертран)
- 2013 — номинация на премию «Джини» за лучший монтаж звука (Сильвен Бельмар)